# Toute une nuit
Toute une nuit est un film franco-belge réalisé par Chantal Akerman, sorti en 1982 et présenté en compétition à la Mostra de Venise en 1982.

## Synopsis
À Bruxelles, par une nuit d’été orageuse, hommes, femmes et enfants se laissent emporter par l’excès de leurs sentiments.

## Fiche technique
- Titre : Toute une nuit
- Autre titre : All Night Long
- Réalisation et scénario : Chantal Akerman
- Image : Caroline Champetier
- Montage : Véronique Auricoste et Luc Barnier
- Durée : 90 minutes
- Date de sortie : France - 27 octobre 1982

## Distribution
- Angelo Abazoglou
- Frank Aendenboom
- Natalia Akerman
- Véronique Alain
- Paul Allio
- Jacques Bauduin
- François Beukelaers
- Michèle Blondeel
- Philippe Bombled
- Ignacio Carranza
- Aurore Clément
- Christiane Cohendy
- Nicole Colchat
- Edith De Barcy
- Dirk de Batist
- Laurent De Buyl
- Luk De Konink
- Ingrid De Vos
- Jan Decleir
- Jan Decorte
- Alix Dugauquier
- Marie-Ange Dutheil
- Philipee Ekkers
- Bénédicte Erken
- David Errera
- Pierre Forget
- Herman Gilis
- Catherine Graindorge
- Brigid Grauman
- Lucy Grauman
- Michel Karchevsky
- Tchéky Karyo
- Nadine Keseman :
- Pierre Lampe :
- Francine Landrain :
- Grégoire Lapiower :
- Jean-Philippe Laroche :
- Suzanna Lastreto :
- Christine Leboutte :
- Carmela Locantore :
- Chris Lomme :
- Michel Lussan :
- Sylvie Milhaud :
- Claire Nelissen :
- Gisèle Oudart :
- Isabelle Pousseur :
- Véronique Silver :
- Samy Szlingerbaum :
- Hilde Van Mieghem :
- Simon Zaleski :